# 田村幸士
田村 幸士（たむら こうじ、1977年6月28日 - ）は、日本の俳優。父は俳優の田村亮。祖父は阪東妻三郎。伯父は田村高廣、田村俊磨（田村高廣の元マネージャー、株式会社タムサプライヤ社長）、田村正和。

## 人物
松濤幼稚園から学習院幼稚園に転じ、学習院初等科、学習院中等科、学習院高等科を経て、学習院大学経済学部卒業。
特技はスキー、ピアノ、サッカーで、特にスキーではアルペンスキーインカレ3部入賞の実績を持つ。趣味は登山、クライミング、写真。

### スキー
幼少期からスキーをはじめ高校時代からアルペンスキーに没頭。大学時代は学習院大学輔仁会スキー部に所属。アルペン競技班のトレーニングチーフと主将を務め、インカレ（全日本学生スキー選手権大会）3部で2度入賞する。
大学卒業後スポーツマネジメント会社に入り、学生時代の友人である皆川賢太郎のエージェントとしてサポート。ソルトレイクシティオリンピックなどに帯同した。
その頃もアルペンスキーを続けており各大会で優勝するなど好成績を収めていたが、現在はアルペンスキーだけでなくバックカントリースキーや基礎スキー、スキークロスなどジャンルを問わず挑戦。その姿を月刊スキージャーナルで連載企画として取り上げられ、現在も、日本を代表するアルペンスキーヤー岡部哲也から「芸能界No.1スキーヤー」と認められ、メーカーからサポートを受ける程の腕前である。
2016年放送のWOWOW 連続ドラマW「カッコウの卵は誰のもの」ではレギュラー出演だけでなく、台本・用具・現場の監修、出演者のスキー指導も務めた。
ソウル、バルセロナ、アトランタ、長野は両親に連れられて観客として、ソルトレイクはアルペンスキーの皆川賢太郎とフィギュアスケートの村主章枝のサポートとして現地観戦をしている。その際に日本と欧米とのスポーツの成り立ちや興行文化の違いを目の当たりにし、「日本もスポーツを観に行くという文化を根付けたい」と思い、財団法人東京大学 スポーツマネジメントスクールに進学した。

## 出演作品

### テレビドラマ
- 花ざかりの君たちへ〜イケメン♂パラダイス〜卒業式＆7と1/2話スペシャル（2008年、フジテレビ）
- 水戸黄門（TBS / C.A.L）
  - 第39部 第21話「狙え一攫千金-堺-」（2009年）
  - 水戸黄門 スペシャル（2015年）
- 劇場への扉〜素晴らしき演劇の世界〜（2010年、衛星劇場）
- 風の少年〜尾崎豊 永遠の伝説〜（2011年、テレビ東京系列）
- 毒姫とわたし（2011年、東海テレビ）
- 月曜ゴールデン「警視庁機動捜査隊216」（2012年、TBS）
- 水曜ミステリー9「さすらい署長 風間昭平10」（2013年、テレビ東京系列）
- 碧の海〜LONG SUMMER〜（2014年、東海テレビ）
- 白銀ジャック（2014年、テレビ朝日系列）
- 【 ゲスト主演 】大岡越前2 第6話 （2014年、NHK BSプレミアム）
- 新春ワイド時代劇「大江戸捜査網2015~隠密同心、悪を斬る！」（2015年、テレビ東京）
- 子連れ信兵衛（2015年、NHK BSプレミアム）
- カッコウの卵は誰のもの（2016年、WOWOW）
- ダメ父ちゃん、ヒーローになる!崖っぷち!人情広告マン奮闘記（2016年、テレビ東京）
- レンタル救世主（2016年、日本テレビ）
- 銭形警部（2017年、日本テレビ×WOWOW×Hulu ）
- 破獄（2017年、テレビ東京）
- 巨悪は眠らせない 特捜検事の標的（2017年、テレビ東京）
- トドメの接吻（2018年、日本テレビ）
- これは経費で落ちません!（2019年、NHK-BS）
- ハラスメントゲーム 秋津VSカトクの女（2020年、テレビ東京）
- パパがも一度恋をした（2020年、フジテレビ）
- 月曜プレミア8 「当番弁護士 梶原藤子の事件ファイル」（2020年、テレビ東京） - 瀬戸和樹
- 月曜プレミア8 「当番弁護士 梶原藤子の事件ファイル〜鬼子母神の女」（2021年、テレビ東京） - 瀬戸和樹
- 大岡越前6 第1話 （2022年、NHK BSプレミアム）
- ジャンヌの裁き（2024年、テレビ東京）

### 映画
- BLUE PACIFIC STORIES 〜カモミールの羽〜（2009年）第21回 東京国際映画祭『シネマ・ヴァイブレーション』部門 出展作品　監督:micro
- 臨場 劇場版（2012年）監督:橋本一
- あかぎれ（2015年）第24回 東京国際レズビアン&ゲイ映画祭 / 第26回 香港レズビアン＆ゲイ映画祭 出展作品　監督:犬童一利
- 喧嘩安兵衛　-活動写真弁士として出演（2015年、キネカ大森）
- 曙光（2018年）監督:坂口香津美
- ねばぎば 新世界（2021年）監督:上西雄大

### 舞台
- ミエナイ花（2008年、UPS）
- 陽のあたる庭（2009年、UPS）
- 舞浜・角谷町・駅前通り 〜「わが町」より〜（2010年、UPS）
- THE KIDS（2010年、JOE Company、本多劇場）
- Gift 〜星空の向こうから〜（2010年、UPS、SPACE107）
- HERO（2011年、チャリティーイベント〜つたえる〜、SEED SHIP）
- 大奥〜第一章〜（2011年、明治座・中日劇場）
- あるジーサンに線香を（2012年、三越劇場・中日劇場）
- ドメスティック・パレード（2012年、JOE Company、青山円形劇場）
- かわたれの空（2012年、日穏、シアター風姿花伝）
- 大奥〜第一章〜（2012年、全国ツアー）
- SUKIYAKI（2013年、日穏、中野ザ・ポケット）
- 大奥〜第一章〜（2013年、大阪松竹座・博多座）
- ZUN（2013年、俳優座）
- あるジーサンに線香を（2013年、全国ツアー）
- 約束〜真説三億円事件〜（2015年、中野テアトルBONBON）
- 梅と桜と木瓜の花（2016年、博多座）
- アメミット（2017年、劇団BLUESTAXI、中野ザ・ポケット）
- 反逆のワイドショー（2017年、新宿THEATER BRATS）
- 悪い女はよく拝む（2018年、中野テアトルBONBON）
- 【 主演 】ようこそ！ゴーストホテルへ（2019年、シアターグリーン BIG TREE THEATER）
- 板の上の二人と三人そして一人（2019年、「劇」小劇場）
- 【 主演 】燦々（2019年、劇団BLUESTAXI、中野テアトルBONBON）
- 新撰組日記 壬生のほたる（2020年、伝承ホール）
- 沙也可〜海峡を越えた愛〜（2020年、伝承ホール）
- 【 主演 】沙也可〜海峡を越えた愛〜（2021年、伝承ホール）
- ヌーのコインロッカーは使用禁止（2021年、「劇」小劇場）
- 新撰組日記 会津嶺の鐘（2022年、伝承ホール）
- 上海郷愁舞曲（2022年、早稲田クローバースタジオ）
- 黒い虫（2022年、小劇場B1）
- さまよう理性（2023年、「劇」小劇場）
- ごりょんさん（2023年、三越劇場）
- 絡み合う正義（2024年、シアター711）[1]
- 去りゆくあなたへ（2024年、劇団BLUESTAXI、中野ザ・ポケット）
- 【 主演 】生きない（2025年、新宿シアタートップス）

### バラエティ・情報番組
- WOWOW ノンフィクションW「阪東妻三郎 発掘されたフィルムの謎 〜世界進出の夢と野望」(2015年、WOWOW)
- 「徹子の部屋」(2015年、テレビ朝日)
- 「三宅祐司の昭和お宝フィルム大発掘」(2018年、BS-TBS)

### ナレーション
- 株式会社 菱光社 商品紹介映像（2015年）
- ファッションカンタータ from KYOTO オープニングムービー（2016年、京都劇場）
- 現代版 赤備集団 プロモーションムービー（2016年）

### ラジオ
- 高田文夫のラジオビバリー昼ズ（2009年、ニッポン放送）

### CM
- TSUTAYA DISCAS（2010年）
- mixi & SHARP SH-10B（2010年）
- セレモニー（2011年）
- ERA（2013年）
- 東武（2014年）
- からだすこやか茶W（2018年）
- プロサッカークラブをつくろう！ロード・トゥ・ワールド（2018年）

### その他
- フェラーリ ワールドワイドアンバサダー[2]
- ファッションカンタータ from KYOTO ゲストモデル（2016年）
- 「男のきものフェス2017」若旦那のきもの講座 ＠三越 日本橋本店（2017年）
- 「Isetan YUKATA Style」トークイベント ＠伊勢丹 新宿（2018年）
- ファッションカンタータ from KYOTO ゲストモデル（2024年）

## プロデュース・企画
- ＜イベント＞　東日本大震災チャリティーイベント〜つたえる〜（2011年）
- ＜イベント＞　「太秦江戸酒場 〜琳派の秋〜」無声映画活弁上映 ＠東映太秦映画村（2015年）
- ＜イベント＞　「太秦江戸酒場 〜新緑の陣〜」役者バー ＠東映太秦映画村（2015年）
- ＜テレビ＞　WOWOW ノンフィクションW「阪東妻三郎 発掘されたフィルムの謎 〜世界進出の夢と野望」(2015年)
- ＜イベント＞　「男のきものフェス2017」＠三越 日本橋本店（2017年）
- ＜イベント＞　「Isetan YUKATA Style」 ＠伊勢丹 新宿（2018年）
- ＜イベント＞　「男のきものフェス2018」＠三越 日本橋本店（2018年）
- ＜イベント＞　「五感で感じる　ART × ゆかた」＠三越 日本橋本店（2019年）

## スキー関連
- ＜大会＞　全日本学生スキー選手権大会 男子3部入賞（1998年、2000年）
- ＜雑誌＞　スキージャーナル 「プロフェッショナル」インタビュー（2001年）
- アルペンスキーヤー皆川賢太郎のエージェント・マネジメント業務。ソルトレイクオリンピック帯同（2002年）
- 母校、学習院大学の体育会スキー部のアルペンコーチ就任（2006年〜2015年）
- ＜雑誌＞　ブルーガイドスキー スキーカタログ2014 試乗モニター（2013年）
- ＜雑誌＞　ブルーガイドスキー スキーカタログ2014 コラム「スキーセーターのあたたかさ」執筆（2013年）
- ＜雑誌＞　大人のスキー「田村亮 x 田村幸士 原点は家族スキー」（2013年）
- ＜雑誌＞　ブルーガイドスキー スキーメーカー“ブラストラック”インタビュー（2013年）
- ＜大会＞　2013 コロンビア スノーダウンヒル 予選1位 本戦3位
- ＜テレビ＞　『橘ゆりかのゴールデンライフ』スキーコーチとして出演（2014年）
- ＜雑誌＞　VOLT 特集「大人が遊べる極楽 スキー温泉」監修・インタビュー（2014年）
- ＜雑誌＞　スキージャーナル「2013コロンビア スノーダウンヒル」（2014年）
- ＜雑誌＞　スキージャーナル「対談 田村幸士×柏木義之」（2014年）
- ＜写真展＞　東日本大震災チャリティ写真展「おれたちに出来ること vol.4」木下健二・桑野智和の作品の被写体として参加（2014年）
- ＜雑誌＞　Bravo Ski Vol.3「HOW TO FREESKIING GUNMA 〜群馬の滑り方〜」（2015年）
- ＜雑誌＞　スキージャーナル「編集部イッキ乗り」（2015年）
- ＜雑誌＞　スキージャーナル 企画連載「俳優・田村幸士のTRY！TRY！TRY！」（2015-2016年）
- ＜テレビ＞　『カッコウの卵は誰のもの』レギュラー出演、台本・用具・現場監修、出演者スキー指導（2016年）
- ＜雑誌＞　ブルーガイドスキー「2018シーズン 知っておきたいスキーギア」インタビュー（2017年）
- ＜アンバサダー＞　サロモン 2017-2018シーズンモデル　XDRシリーズ　アンバサダー就任
- ＜雑誌＞　スキージャーナル11月号 「俳優・田村幸士が行く海外の旅。カナダ・レイクルイーズ＆レベルストーク」
- ＜雑誌＞　スキーグラフィック２月号「サロットスキー リブートプロジェクト始動」インタビュー
- ＜WEB＞　REAL STYLE by Jeep「スキーヤー・佐々木明氏と俳優・田村幸士氏がスキーの魅力を大放談」[3]
- ＜雑誌＞　skier 2020winter「ファミリーヒストリー」執筆
- ＜雑誌＞　MEN’S EX 3月号 “世界が羨む日本の冬を遊ぶ” 対談
- ＜雑誌＞　skier 2022winter「田村幸士 アライトリップ」執筆

## 時代劇
「時代劇は受け継がれていくべき文化遺産である」と、役者としてだけでなくプロデュースなども手がけている。
- ＜企画提案・出演＞WOWOW ノンフィクションW「阪東妻三郎 発掘されたフィルムの謎 〜世界進出の夢と野望」
- ＜プロデュース＞東映太秦映画村でのイベント、太秦江戸酒場〜新緑の陣〜にて無声映画の活弁上映[4]
- ＜プロデュース＞東映太秦映画村でのイベント、太秦江戸酒場〜琳派の秋〜にて役者BARプロデュース[5]
- ＜登壇＞「太秦江戸酒場 x WIRED 特別フォーラム」〜時代劇はテクノロジーで未来に生き残れるか？〜[6]
- ＜出演＞「秋ノ活動写真弁士達〜阪妻特別編」にて弁士として出演